# 토브 (옷)

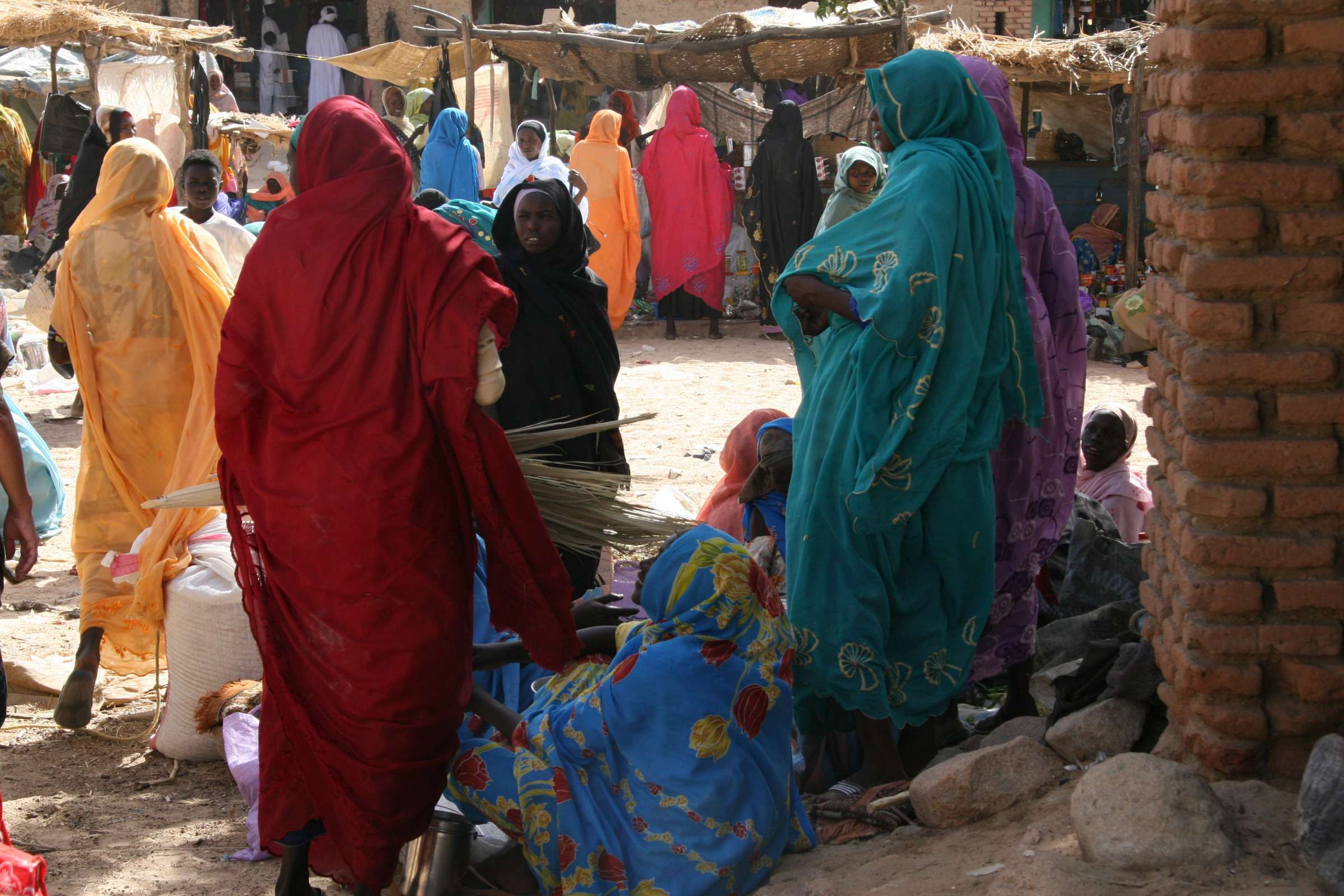
수단의 한 시장에서 다채로운 토프를 입고있는 여성들

토브(thawb, thobe, tobe) 또는 싸웁은 보통 긴 소매의 발목 길이의 로브이다. 깐두라라고도 부른다. 아라비아반도, 중동, 북아프리카, 기타 이웃 아랍권 국가들, 동아프리카와 서아프리카의 일부 국가에서 보통 입는다. 아래옷은 보통 이자르를 입는다. 토브(ثَوْب)는 의상(garment)을 의미하는 아랍어 단어이다.
토브는 아라비아반도에서 남성이 흔히 입는다. 보통 면섬유로 구성되지만 양의 모섬유와 같은 더 무거운 물질을 특히 이라크와 시리아 등 더 추운 기후의 지역에서 사용할 수도 있다.

## 같이 보기
- 수단 (기독교)
- 페즈 (모자)
- 쿠피야